# 布勒里
布勒里（法語：Bleury，法語發音：[blœʁi]）是法国厄尔-卢瓦省的一个旧市镇，属于沙特尔区。2012年1月1日，布勒里与市镇圣桑福里安堡合并为新市镇布勒里-圣桑福里安。2016年1月1日，布勒里-圣桑福里安与市镇欧诺合并为新市镇欧诺-布勒里-圣桑福里安。

## 地理
布勒里（48°31'14"N, 1°44'54"E）面积7.85 平方千米，位于法国中央-卢瓦尔河谷大区厄尔-卢瓦省，该省份为法国北部内陆省份，北起顺时针与厄尔省、伊夫林省、埃松省、卢瓦雷省、卢瓦-谢尔省、萨尔特省和奧恩省接壤。
与布勒里接壤的市镇（或旧市镇、城区）包括：圣桑福里安堡。
布勒里的时区为UTC+01:00、UTC+02:00（夏令时）。

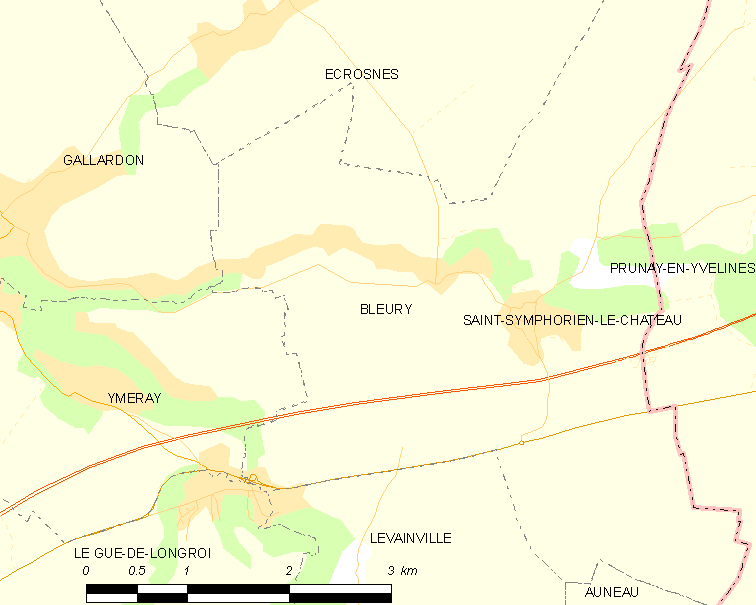
布勒里的OSM定位图

## 行政
布勒里的邮政编码为28700，INSEE市镇编码为28042。

## 人口

1962-2008年间布勒里人口变化图示

布勒里于2009年1月1日时的人口数量为506人。